# مطار كالغاري الدولي
مطار كالغاري الدولي (إياتا: YYC، إيكاو: CYYC)، هو مطار دولي يخدم مدينة كالغاري في مُقاطعة ألبرتا الكندية. يقع المطار على بُعد 17 كيلومتر (11 ميل) تقريبًا شمال شرق وسط المدينة، ويُغطي مساحة 21.36 كيلومتر مربع (8.25 ميل2). سجل المطار خلال سنة 2019 ما مجموعُه 17.96 مليون مسافر و 238,843 حركة طيران، ويُعد مطار كالغاري الدولي أكثر المطارات ازدحامًا في مُقاطعة ألبرتا ورابع أكثر المطارات ازدحامًا في كندا. ساعدت الصناعات البترولية والسياحية في المنطقة (وقرب المطار من حديقة بانف الوطنية) في تعزيز نُمو حركة المُسافرين في المطار، حيث لدى هذا الأخير رحلات طيران مُباشرة إلى مجموعة من الوجهات في أمريكا الشمالية والوسطى وأوروبا وآسيا. تتخذ شركة (بالإنجليزية: WestJet) من المطار مقرا لها، كما يُعد هذا الأخير أيضا مركزا عملياتيا لشركة طيران كندا.
بُني المطار في أواخر الثلاثينيات من القرن الماضي، ومنذ ذلك الحين خضع المطار لعدة أعمال توسعة ليضُم الآن 4 مدارج ومحطتي مُسافرين و5 ملتقيات للركاب ومستودعات خاصة البضائع وبنيات تحتية أُخرى.

## تاريخ

### تاريخ مبكر
افتتح أول مطار يخدم كالغاري عام 1914، في حي باونيس. واخذ مساحة كيلومتر مربع واحد (0.39ميل مربع) وكان يتألف من مبني صغير ومدرج عشبي. وانتقلت عمليات الطيران إلى مطار جديد جنوب غرب المدينة في عام 1928، الذي كان باسم مطار Old Banff Coach Road.غير أن مشاكل المطبات الجوية في المنطقة دفعت إلى بناء مطار آخر في السنة التالية في حي رينفرو الذي اشتهر باسم مطار كالغاري المحلي  أو مطار ستانلي جونز. وقد قامت شركة الخطوط الجوية المحلية  Renfew Air ببناء حظيرة Rutledge للطائرات في حي رينفرو في عام 1929، وهو هيكل نصف اسطواني يتألف من الواح من شجرة تنوب دوجلاس علي قاعدة خرسانية معززة. اغلقت شركة الطيران في نوفمبر 1931نتيجة الكساد الكبير، واستولت Edmonton Creditعلى ملكية الحظيرة التي أجرتها بعد ذلك إلى مدينة كالغاري. ولا تزال موجودة حتي الآن في نفس موقعها وقد أصبحت كمعلم تاريخي في مقاطعة ألبرتا في 5 مايو 2003.

### الموقع الحالي والحرب العالمية الثانية
و لان مدينة كالغاري نمت وطوقت موقع مطار رينفرو قررت حكومة المدينة نقل المطار إلى مكان جديد. فقد اشترت المدينة منطقة شمال كالغاري في عام 1938 بحوالي 31ألف دولار؛ لتصبح موقع مطار كالغاري الحالي. وقد أبرمت المدينة إتفاقا مع شركة Trans-Canada Air Lines لتشييد واستئجار حظيرة في نفس الموقع بمبلغ 45000دولار (ما يعادل 779610دولار في عام 2018)، ومولت وزارة النقل الفيدرالية تشييد ثلاثة مدارج للطائرات وتطويرات أخرى، افتتح أولها في 25سبتمبر.أطلق على مطار كالغاري الجديد اسم McCall Field علي اسم الطيار في الحرب العالمية الأولى Fred McCall .
ونتيجة لدخول كندا في الحرب العالمية الثانية، تولت الحكومة الفيدرالية السيطرة على المطار في عام 1940، إستخدمته كمحطة للوقود ولصيانة الطائرات المشاركة في الحرب، ثم قامت لاحقا ببناء مدرسة التدريب على الطيران رقم 37في المطار من 22أكتوبر 1941حتى إغلاقها في 10مارس 1944 واصلت شركة McCall Field تشغيل رحلات الركاب المنتظمة اثناء الحرب.
وعقب انتهاء الحرب جرى توسيع المطار ليشمل حظائر إضافية وأربعة مدارج وبنية أساسية جديدة واستأنفت مدينة كالغاري إدارة المطار عام 1964، وأعادت استخدام أحد الحظائر كمحطة للركاب، وأقنعت الحكومة بمد مدرج الطائرات من طول 4125قدم (12متر) إلى 6200قدم (1900متر) في أكتوبر 1949وتقدر تكلفة البناء بمبلغ 000 750دولار، وقد استلزم حفر خمسة أقدام تحت المستوي المتوقع لمنع رفع الصقيع.وقت الانتهاء من التشيد، كان المدرج ثالث أطول مدرج في ألبرتا بعد مدرج مطار كالغاري الشمالي-الجنوبي ومدرج في سي اف بي ادمونتون.

### عقدي الخمسينات والستينات وعصر الطائرات النفاثة
ولم تلب الحظائر التي أعيد إستخدامها إحتياجات المدينة المتزايدة من النقل، كما بذل المسؤولون في المدينة جهودا لتوفير التمويل اللازم لإنشاء محطة ركاب جديدة. وقد تم بناء محطة ركاب جديدة في عام 1956، لكن أن تصميم هذه المحطة بدأ في خمسينيات كمشروع أطروحي قام به كين بوند (طالب معهد التكنولوجيا والهندسة الإقليمي الذي إنشاء فيما بعد شركة Clayton, Bond and Mogridge المعمارية التي منحت عقد تصميم المحطة الجديدة). وتضمن المشروع الذي تبلغ تكلفته مليون دولار قاعة عامة مفتوحة، مكاتب لبيع التذاكر لثلاث شركات طيران وقد وصفت هذه المحطة انها واحدة من أحدث المحطات الجوية في كندا عند افتتاحها في 2 يونيه 1956 وحضر حفل افتتاحي وزير النقل الفيدرالي جورج. س. مارلر، ونائب حاكم ألبرتا جون باولين، والعمدة دونالد هيو ماكاي، وعدد من الشخصيات البارزة الأخرى. وتضمنت الاحتفالات عرضا جويا لطائرة افرو كندا سي إف-100 كانوك.بعد بناء المحطة، شهد المطار 110984حالة وصول، و96287مغادرة، وما يقرب من 1000000 رطل بضائع وذلك في عام 1957.                                                     
في الستينيات بدأ مجلس مدينة كالغاري الضغط على الحكومة الفيدرالية لجعل مطار McCall Field  مطار دولي، وهو وضع تحدده وزارة النقل. وكحل وسط في 6أبريل 1972، وافقت الحكومة الفيدرالية على تسمية المطار بمطار كالغاري الدولي من مطار كالغاري المحلي. غير أن العمدة هاري هايز، واعضاء مجلس المدينة والسكان المحليين ظلوا يشيرون إلى المطار بصفة عامة باسم McCall Field ولم يحصل مطار كالغاري الدولي على صفة «دولي» بشكل رسمي من الحكومة الفيدرالية حتى عام 1969. وكانت أول رحلة جوية مباشرة عبر الاطلنطى دون توقف (أي بدون ترانزيت) قد قامت بها الخطوط الجوية الباسيفيكية الكندية في عام 1961وتربط كالغارى بمطار سخيبول أمستردام في هولندا، وبدأت رحلات أخرى من أوروبا العام التالي.
وقد وصل عصر الطائرات النفاثة بعد وقت قصير من بناء المحطة. ولم يتم تصميم المحطة المنشاة مع وضع الطائرات النفاثة في الاعتبار، ولم تكن مدارج المطار ملائمة للطائرة الكبيرة والسريعة. وفي عام 1961، استبدل المطار المدرج القطري بمدرج طوله 8000 قدم قادر على استقبال الطائرات النفاثة الحديثة.وفي وقت لاحق من عام 1963، خضع المطار لعملية تجديد بلغت قيمتها 4 ملايين دولار، شهدت تحسنا في وسائل الهبوط الإلكتروني، ومد المدرج الرئيسي الشمالي-الجنوبي بمقدار4675 قدم ليصل طوله الحالي إلى 12675 قدم.
لم تستطع مدينة كالغاري تحمل تكاليف التطويرات المستمرة لمطار كالغاري المحلي الضرورية لمواجهة الزيادة المستمرة في حركة الطائرات. لذلك شرعت المدينة في بيع مطار كالغاري المحلي للحكومة الفيدرالية في عام 1966بتكلفة مليوني دولار، وقامت وزارة النقل بتأهيل المدارج بعد ذلك بقليل.

### عقد السبعينات وفترة طائرات الكونكورد
اثبتت المحطة الجديدة التي أنشئت في عام 1956انها لا تلبي إحتياجات المدينة إلا بصورة مؤقتة، وأنها غير كافية لزيادة أو تيسير خدمات الطائرات النفاثة. وعقب بيع مطار كالغاري الدولي من قبل مدينة كالغاري إلى حكومة كندا في عام 1966، بدأ تنفيذ خطط لبناء محطة ركاب جديدة. وجاء بيع المطار مع وعد من وزير النقل جاك بيكرسجيل بأن الحكومة الفيدرالية ستبني محطة ركاب بقيمة 20 مليون دولار في غضون خمس سنوات، غير أن التأخيرات المستمرة دفعت إلى الانتهاء من المحطة في عام ١٩٧٧.
وقد بدأ العمل في بناء هذه المحطة في عام 1972، وتأخر البناء بسبب إعادة تصميم المحطة لتلبية الاحتياجات المتزايدة في عمليات النقل الجوية، مما نتج عنه إرتفاع سعر المحطة إلى ما يتجاوز الرقم الأصلي البالغ 20 مليون دولار. وأخيرا، في 12 أكتوبر 1977، افتتح العمدة رود سايكس، ومسئول النقل الإقليمي بكالغاري هيو هورنر، ووزير النقل الفيدرالي أوتو لانغ المحطة الجديدة التي مساحتها 600000 قدم مربع والتي كلفت 130مليون دولار (ما يعادل 854مليون دولار في عام 2018)، قبل شهرين من اكتمال البناء. وتمكن سايكس من تعزيز صداقته مع اللورد لويس مونتباتن لإقناع الخطوط الجوية البريطانية بأن تمتلك أحد الاماكن المعلن عليها في نفس يوم المخصصة لطائرات الكونكورد الجديدة في مدينة كالغاري.وعلى الرغم من أن الطائرة كونكورد حلقت متأخرة ذلك اليوم بسبب مشاكل ميكانيكية، إلا أنها كانت لا تزال خطوة مفاجئة بالنسبة مدينة تقل سكانها عن نصف مليون نسمة.وكان من بين الاحتفالات الأخرى للافتتاح استعراضا جويا لطائرات بوينغ ٧٤٧، وإف-104 ستارفايتر، وفريق الاستعراض الجوي (طيور الثلج) التابعة للقوات الجوية الكندية. ولا تزال محطة الركاب لعام 1977قلب مطار كالغاري الدولي الداخلية حتى يومنا هذا.
وصل عصر الطائرات ذات البدّن واسع(المشهورة باسم طائرات الجامبو جيت Jumob jet) إلى كالغاري مع هبوط بوينغ ٧٤٧ الجديدة للمرة الأولى في عام 1973، بالإضافة الي تقديم شركة Wardair خدمة نصف شهرية لإستئجار طائرة كاملة بلا توقف من كالغاري إلى لندن. ولم تكن شركة Air Canada متاخرة عن ركب التقدم، وبدأت في 27يونيه 1974نفس الخدمة بدون توقف الي لندن باستخدام طائرة بوينغ ٧٤٧. وفي أبريل عام 1974، إستضاف مطار كالغارى الدولى اختبار الخطوط الجوية الباسيفيكسية الكندية للحرائق في طائرة بوينغ ٧٤٧ بعد ان بدأ حدث اضراب من اطفائيِ مطار فانكوفر الدولى ومطار تورونتو بيرسون.وفي عام 1974، حصلت حكومة ألبرتا على ملكية شركة Pacific West Airlines، وهي ثالث أكبر شركة طيران في كندا في ذلك الوقت، ونقلت المكتب الرئيسي ومحورها إلى كالغاري. واستمرت شركة الطيران تحت ملكية حكومة المقاطعة حتى عام 1983، ثم دمجت فيما بعد مع الخطوط الجوية الباسفيكية الكندية لتشكلا معا شركة الخطوط الجوية الكندية. وقد حافظت الخطوط الجوية الكندية على كالغاري كمركز ومقر لخطوط الطيران الخاصة بها حتى حصلت عليها شركة Air Canada في عام 2001.

### عقد التسعينات وفترة إعادة التنظيم
وفي أوائل التسعينات، وضعت حكومة كندا سياسة وطنية للطيران تتجه نحو الخصخصة والحرية وإلغاء الضوابط الاقتصادية للنقل الجوي، والتي تتضمنت إنشاء هيئة مطارات محلية تحت اسم هيئة مطار كالغاري في عام 1992لإدارة وتشغيل وتطوير مطار كالغاري الدولي بإيجار من الحكومة الفيدرالية.هيئة مطار كالغاري المتحدة في يوليه 1990، هي مؤسسة رأسمالية غير مساهمة، لا تهدف إلى الربح أنشئت بموجب قانون سلطات المطارات الإقليمية في ألبرتا. وقعت هيئة مطار كالغاري عقد إيجار طويل الأجل لمدة 60عاما مع خيار إضافي لمده مدة 20عاما اخر، تم تطبيقه لاحقا في عام 2011.
وفي وقت لاحق من عام 1992، افتتح مطار كالغاري الدولي برج مراقبة جوية جديد في الطرف الجنوبي من Aero Drive. وكان طول برج المراقبة عند اكتماله 44مترا (144قدما) بمساحة غرفة المكتب 38مترا مربعا (410أقدام مربعة) وقد صمم مع العلم أنه لن يوفر خط الرؤية الضروري للمدرج الشرقي الموسع.
وفي فبراير 1996، بدأت شركة Westjet ، وهي شركة طيران منخفضة التكلفة، عملياتها في مطار كالغاري الدولي، واخذت منطقة واسعة من محطة الركاب. غادرت أول طائرة من طراز بوينغ 737 مطار كالغاري الدولي في طريقها إلى مطار فانكوفر الدولي في 29فبراير 1996.

### عملية الشريط الأصفر
وخلال هجمات ١١ سبتمبر 2001تم تحويل 13رحلة دولية كانت متجهة إلى الولايات المتحدة إلى مطار كالغارى الدولى كجزء من عملية الشريط الأصفر. وقد كانت العملية عملا مشتركا بين شركة NAV Canada وشركة Transport Canada مع تواصل مع إدارة الطيران الفيدرالية الأمريكية، الأمر الذي سهل التعامل مع حركة النقل الجوي التي يحتمل أن تكون مدمرة.

### الالفية الثالثةوعصر التطوير
قد بدأت هيئة مطار كالغاري في تحليل قدرة المطار الاستيعابية أواخر التسعينيات، ووجدت أن المطار قد يصل إلى أقصى سعة يتحملها بحلول عام 2006. وقد أجرت هيئة المطارات وشركة NAV Canada عددا من التغييرات على عمليات المطار في العقد الأول من القرن الحادي والعشرين لتحسين الكفاءة والقدرة له، ولكن بحلول عام 2008، ومع إجراء عدد من التغييرات، أفادت شركة NAV Canada بأن المطار سيبدأ في تجاوز قدرته العملية وقد خططت هيئة مطار كالغارى وتحت «برنامج تطوير المطارات» وهو برنامج تطويري رئيسى يهدف إلى تحسين قدرة المطار واداءه بما في ذلك بناء مدرج جديد وبرج مراقبة للحركة الجوية ومحطة للركاب.
وفي 25مايو 2013، افتتح برج مراقبة الحركة الجوية الجديد في مطار كالغاري الدولي. المشروع الذي استمر بناءه  سنة واحدة، وبلغ تكلفته 25مليون دولار (أي ما يعادل 27مليون دولار)، حيث كان بإرتفاع 91مترا (300قدم)، كان البرج أطول برج مراقبة في كندا وفي أكتوبر 2014، هدم برج المراقبة القديم في المطار الذي كان يبلغ طوله 50مترا (165قدما).
بدأت هيئة مطار كالغاري مشروع المدرج الموازي، وهو مشروع تبلغ تكلفته 620 مليون دولار (أي ما يعادل 661 مليون دولار) لتقويم وبناء مدرج جديد، مما أدى إلى تشييد مدرج 17L/35R  الذي بلغ طوله 000 14قدم (300 4متر) الذي بدا في العمل  اعتبارا من أبريل 2011. أصبح هذا المدرج عند استكماله في 28يونيه 2014، أطول مدرج في كندا وخلال تشييد المدرج، شُيد نفق من ستة مسارات تحت المدرج قيمته 295مليون دولار (ما يعادل 314مليون دولار)، وبطول 620مترا (2030 قدما) للربط Barlow Trail بالشارع ال 36 في واشنطن العاصمة. كان قرار امام مجلس مدينة كالغاري حول ما إذا كان سيتم تشييد النفق أثناء بناء المدرج، أو الإنتظار حتى تاريخ لاحق بعد انتخابات كالغاري البلدية عام 2010.كما عالجت هيئة المطار مشكلة حمولة البضائع من خلال تشييد مرفق للبضائع  مساحته 30الف قدم مربع (2800متر مربع) في عام 2015، يليه مرفق اخري مساحته 100000قدم مربع (9300 متر مربع) أنشئ في عام ٢٠١٦.

### إعادة التسمية وازمة فيروس كوفيد-19
وكانت المرحلة الأخيرة من برنامج تطوير المطارات التابع لهيئة مطار كالغاري هي بناء محطة دولية جديدة للركاب قيمتها 1.6 بليون دولار (ما يعادل 1.66بليون دولار). افتتحت رسميا في 31 أكتوبر 2016، وهي مبني يبلغ مساحته 000 186 متر مربع (2000000قدم مربع) أضافت 24 بوابة طائرات جديدة، أول نظام صعود للبوابة للركوب على متن الطائرة في أمريكا الشمالية، ونظام CATSA Plus المعزز لفحص الركاب، واضاف البساط المتحرك، ونظام سيارات الكهربائية المخصصة للركاب.(وصمم مبني الركاب الدولي بعدة مبادئ مستدامة من بينها 581 بئر من الطاقة الحرارية الجوفية الصديقة للبيئة وذلك لأغراض التدفئة والتبريد، ونظام سنوية لمعالجة مياه المستعملة تبلغ قدرته 800000 لتر.
في أكتوبر 2016، أعادت كندا رسميا تسمية مطار كالغاري الدولي ليصبح «مطار كالغاري الدوليYYC» مضيفة رمز اياتا الخاص بالمطار " YYC " واصبح اسم باللغة الإنجليزية ("YYC Calgary International Airport").
في عام 2020، وبعد عدة أشهر من القيود المفروضة على السفر بسبب وباء كوفيد-19، أعلنت حكومتا ألبرتا وكندا عن برنامج جديد لتمكين بعض المسافرين من دخول كندا بسهولة أكبر.المواطنين الكنديين والعمال الذين يدخلون كندا عبر كالغاري ومن خلال  معبر Sweetgrass–Coutts الحدودى ويتم إختبارهم  للفيروس وإذا كانت النتيجة سلبيا سيسمح لهم بالحجر الصحى لمدة ٤٨ ساعة فقط بدلا من ١٤ يوما المعتادين.

## البنية التحتية

### محطات الركاب

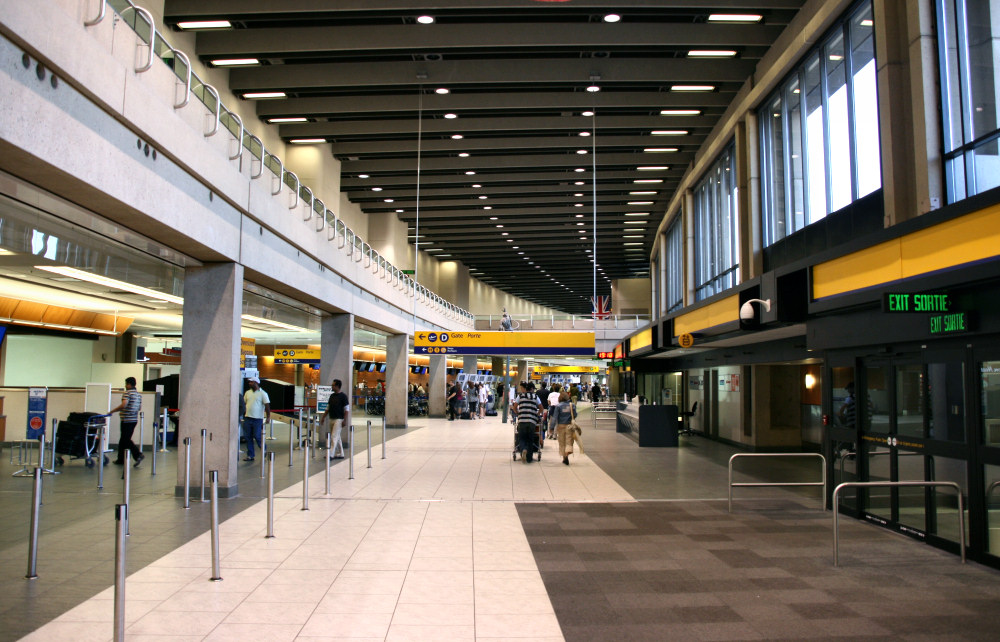
المحطة الداخلية بمطار كالغاري الدولي

يضم مطار كالغاري الدولي محطتين للركاب الاولي للرحلات الداخلية والأخرى للرحلات الدولية.افتتحت المحطة الداخلية المكونة من أربعة طوابق في عام 1977، وقد خضعت لعدد من التجديدات في العقود التالية. ويخدم الطابق الأرضي للمحطة حالات الوصول التي توجد فيها مرافق الحصول علي الأمتعة وايجاد وسائل النقل.أما الطابق الثاني للمحطة فهو لحالات المغادرة ويشمل قسم الأمن والمعبر إلى بوابات المغادرة. ويحتوي القبو على بعض المرافق الخدمية ومخازن للمستأجرين، بينما يحتوي الطابق المتبقي على قاعة للطعام ومكاتب لشركات الطيران ومكاتب لهيئة المطار. تشتمل المحطة الداخلية على ثلاثة صالات، وهي الصالة A، التي تحتوي على بوابات المغادرة A1-A24؛ تحتوي الصالة B بوابات المغادرة B31-B40؛ والصالة Cتشتمل علي بوابات المغادرة C50-C59 و C61-C65و C70-C73.
اُفتتحت المحطة الدولية في31 أكتوبر 2016 وهي تتألف من خمسة طوابق؛ المرافق الخدمية ومرفق تجهيز وترتيب الأمتعة في القبو. وتقع صالة تجمع الوافدين، والجمارك الكندية وبعض المرافق الاخري في الطابق الارضي، الأمن والجمارك الأمريكية وصالة انتظار للمغادرين دوليا في الطابق الثاني. أما الطابق الثالث فيحتوي على صالات المغادرة للولايات المتحدة، وأخيرا يحتوي الطابق الباقي على صالات المغادرة الدولية. وتستخدم جميع الطائرات الدخلية صالات A و B و C في الرحلات داخل كندا فقط. أما المحطة الدولية فهي مزودة بصالتين، هما صالات D لجميع الرحلات الجوية من وإلى البلدان الأجنبية باستثناء الولايات المتحدة، وتشمل بوابات المغادرة D70-D87 وصالات E للرحلات الجوية من وإلى الولايات المتحدة فقط، التي تشمل بوابات المغادرة E70-E97. في المحطة الدولية، يقوم الركاب المسافرون إلى الولايات المتحدة بانهاء امور الجمارك والهجرة قبل المغادرة في مرفق التصريحات المسبقة.

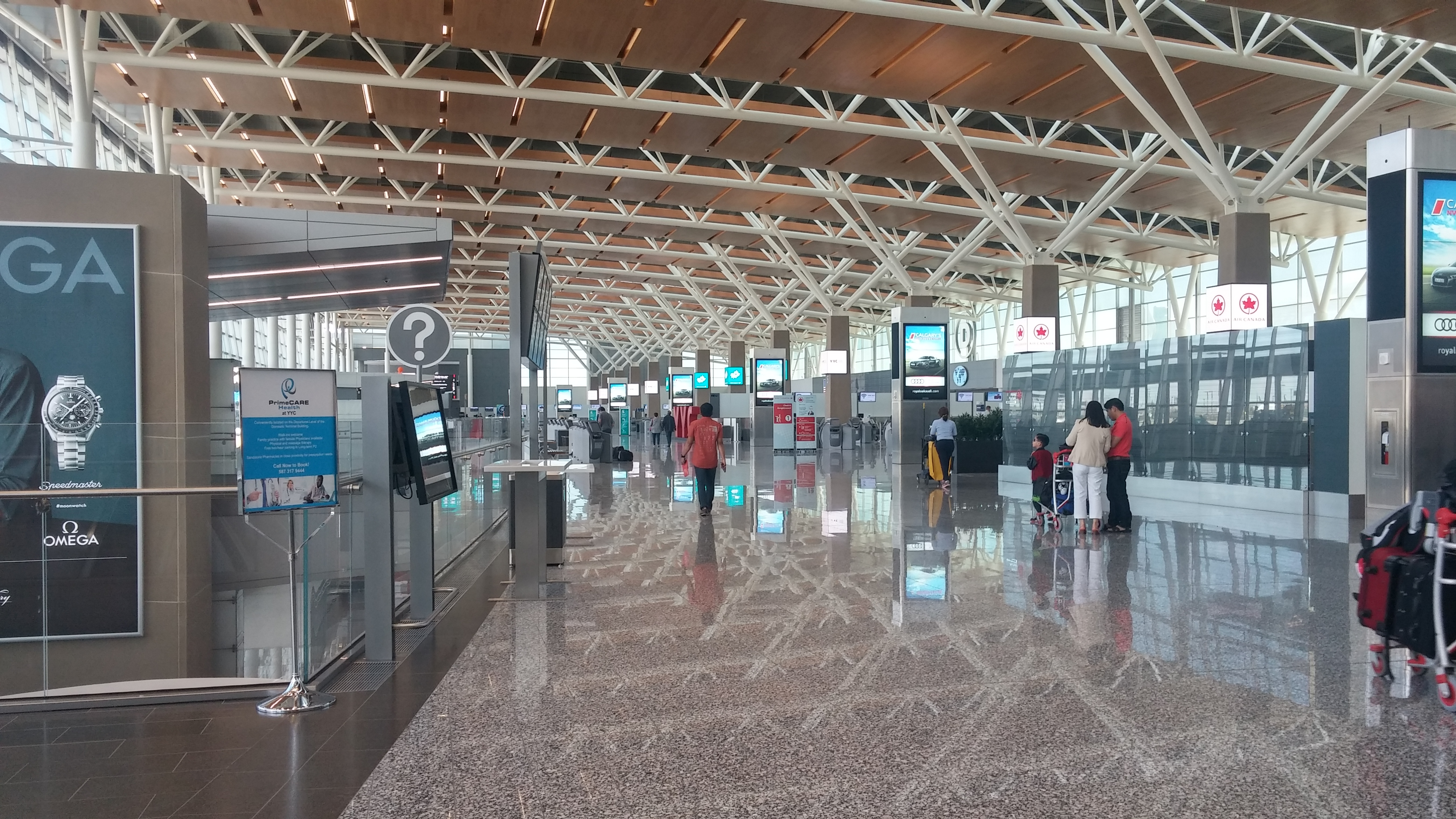
المحطة الدولية في مطار كالغاري الدولي

تتصل المحطة الداخلية بالمحطة الدولية بممر طوله 620 مترا ومسار YYC Link Passengers Shuttlesو هم عشرون مركبة كلا منها بعشرة مقاعد تستخدم لنقل المسافرين.
وانتقدت شركة Westjet تصميم المحطة الدولية التي افتتحت في عام 2016. وقال الرئيس التنفيذي للشركة أن المسافة بين المحطتين طويلة جدا اثناء نقل المسافرين وأن مركبات YYC Link غير كافية لحل هذه المشكلة. ونتيجة لذلك، اضطرت الشركة إلى تغيير جداولها من أجل السماح بوقت اضافي للمسافرين الذين يعبرون كالغاري. ردت سلطة مطار كالغاري بأنها لا ترى أي مشاكل في عملية النقل، رغم أنها قالت أن الركاب سيحتاجون بعض الوقت للتكيف مع الخدمات الجديدة.

### المدارج

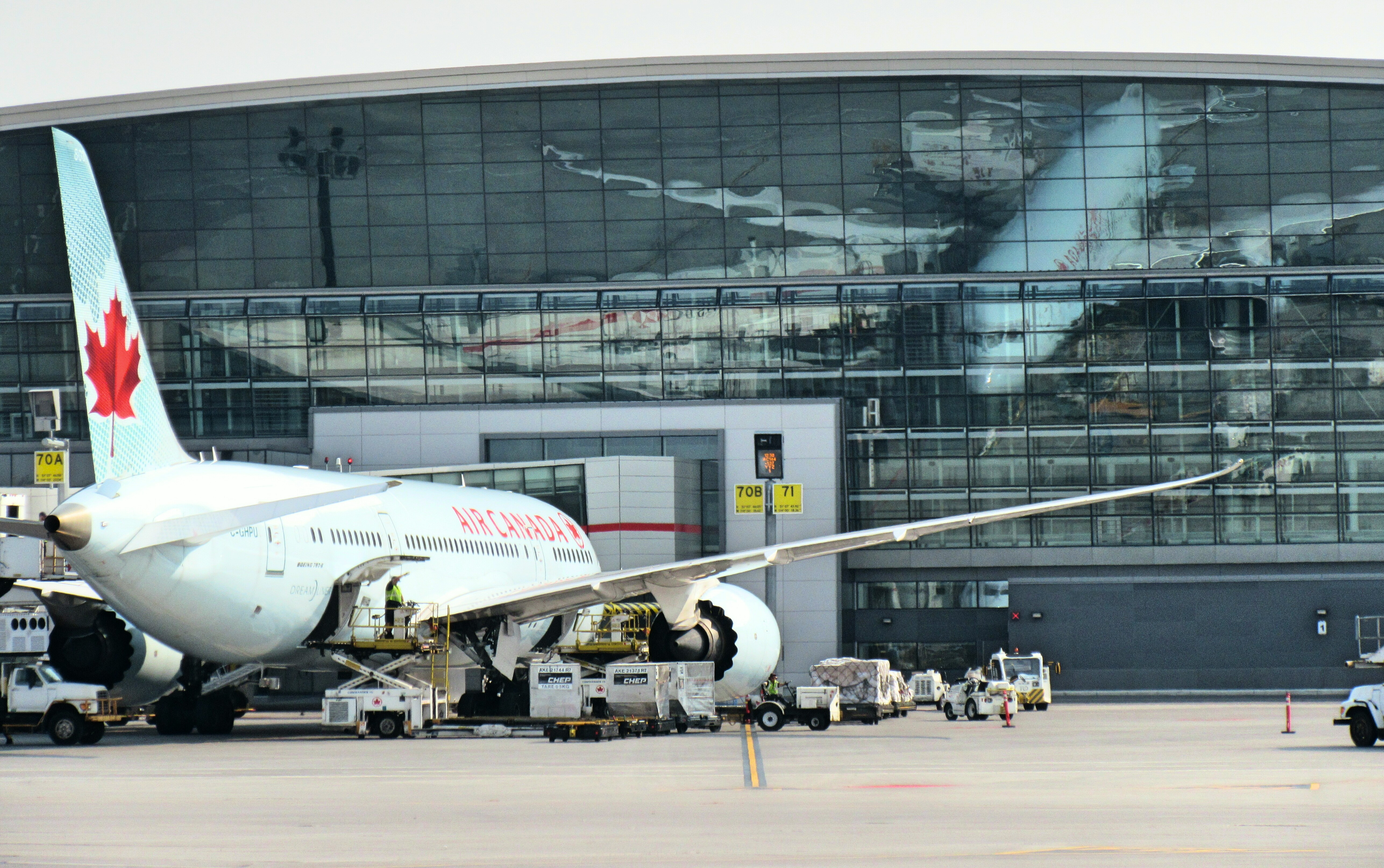
الصالة D في المحطة الدولية بمطار كالغاري الدولي

ويتكون مطار كالغاري الدولي من مدرجين شمالي-جنوبي متوازيين مع مدرجين متقاطعين. المدرجان المتوازيان هما  (17R/35Lغرب) يستخدم عموما للطائرات التي تصل وتغادر إلى الغرب، و (17L/35Rشرق) التي تستخدم عموما في الطائرات التي تصل وتغادر إلى الشرق. وخلال أشهر الشتاء في كالغاري، سينتقل الهواء البارد في القطب الشمالي من الشمال، مما يعني أن الطائرات ستغادر في المقام الأول وتصل إلى المدارج المتجهة شمالا (35R and 35L)، في حين أن شهور الصيف مع الرياح الدافئة القادمة من الجنوب، تقلع الطائرات في المقام الأول وتهبط على المدارج المتجهة جنوبا (17R and 17L). يستخدم المدرج القطري 11/29 عموما عند وجود الرياح المتعامد، التي تحدث عادة في الصيف عندما تهب رياح الشينوك الغربية علي كالغاري، أو عندما تحظر ظروف الرياح الشديدة استخدام المدارج المتوازية. ويقتصر استخدام المدرج الرابع والأصغر، وهو 08/26، على الطائرات الخفيفة وقطاع الطيران العام.
المدارج الأربعة لمطار الغاري الدولي هي كما يلي بالأبعاد التالية:
- مدرج 08/26 6,200 قدم × 150 قدم (1,890 م × 46 م)
- مدرج 11/29 8,000 قدم × 200 قدم (2,438 م × 61 م)

و المدرجان المتوزايان هما:
- 17R/35L وهو مدرج بطول (12,675 قدم × 200 قدم (3,863 م × 61 م)
- 17L/35Rوهو مدرج بطول (14,000 قدم × 200 قدم (4,267 م × 61 م)

#### قائمة بمدارج المطارات التي لايقل طولها عن4,000م (13,000قدم)
يعتبر المدرج الاخير أطول مدرج في كندا كلها وذلك في 2014 في عام افتتاحه. والقائمة التالية توضح ترتيبه عالميا تبعا للمدراج التي لا يقل طولها عن 4000 م و130000 قدم:
| اسم المطار                                     | الدولة                      | الموقع | الطول (متر) | الطول (قدم) |
| ---------------------------------------------- | --------------------------- | ------ | ----------- | ----------- |
| مطار كامدو بامدا                               | الصين                       |        | 5,500       | 18,045      |
| مطار جوكوفسكي الدولي                           | روسيا                       |        | 5,402       | 17,723      |
| Ulyanovsk Vostochny Airport                    | روسيا                       |        | 5,000       | 16,404      |
| مطار شيغاتسي بيس                               | الصين                       |        | 5,000       | 16,404      |
| Embraer Unidade Gavião Peixoto Airport         | البرازيل                    |        | 4,967       | 16,296      |
| Upington Airport                               | جنوب أفريقيا                |        | 4,900       | 16,076      |
| مطار دنفر الدولي                               | الولايات المتحدة            |        | 4,877       | 16,001      |
| مطار حمد الدولي                                | قطر                         |        | 4,850       | 15,912      |
| مطار مدريد - توريخون                           | إسبانيا                     |        | 4,818       | 15,807      |
| مطار أربيل الدولي                              | العراق                      |        | 4,800       | 15,748      |
| مطار أديس أبابا بولي الدولي                    | إثيوبيا                     |        | 4,725       | 15,502      |
| مطار روبرت غابريل موجابي الدولي                | زيمبابوي                    |        | 4,725       | 15,502      |
| مطار ندجيلي                                    | جمهورية الكونغو الديمقراطية |        | 4,700       | 15,420      |
| Hwange National Park Airport                   | زيمبابوي                    |        | 4,600       | 15,092      |
| Southern California Logistics Airport          | الولايات المتحدة            |        | 4,587       | 15,049      |
| قاعدة إدواردز الجوية, A                        | الولايات المتحدة            |        | 4,579       | 15,023      |
| مطار الدوحة الدولي                             | قطر                         |        | 4,572       | 15,000      |
| منشأة هبوط المكوك                              | الولايات المتحدة            |        | 4,572       | 15,000      |
| قاعدة فاندنبرغ الجوية                          | الولايات المتحدة            |        | 4,572       | 15,000      |
| مطار ويندهوك الدولي                            | ناميبيا                     |        | 4,532       | 14,869      |
| مطار آل مكتوم الدولي                           | الإمارات العربية المتحدة    |        | 4,500       | 14,764      |
| مطار ألماتي الدولي                             | كازاخستان                   |        | 4,500       | 14,764      |
| Mafikeng Airport                               | جنوب أفريقيا                |        | 4,500       | 14,764      |
| مطار كونمينغ جانغشوي الدولي                    | الصين                       |        | 4,500       | 14,764      |
| مطار نغاري غونشا                               | الصين                       |        | 4,500       | 14,764      |
| مطار بوشهر                                     | إيران                       |        | 4,470       | 14,665      |
| مطار مدريد باراخاس الدولي                      | إسبانيا                     |        | 4,470       | 14,665      |
| مطار دبي الدولي                                | الإمارات العربية المتحدة    |        | 4,447       | 14,590      |
| مطار انديرا غاندي الدولي                       | الهند                       |        | 4,430       | 14,534      |
| Eielson Air Force Base                         | الولايات المتحدة            |        | 4,429       | 14,531      |
| مطار جون إف كينيدي الدولي                      | الولايات المتحدة            |        | 4,423       | 14,511      |
| مطار ماكاران الدولي                            | الولايات المتحدة            |        | 4,423       | 14,511      |
| مطار أوليفر ريجنالد تامبو                      | جنوب أفريقيا                |        | 4,418       | 14,495      |
| مطار أصفهان الدولي                             | إيران                       |        | 4,397       | 14,426      |
| مطار شيراز الدولي                              | إيران                       |        | 4,372       | 14,344      |
| قاعدة همدان الجوية                             | إيران                       |        | 4,359       | 14,301      |
| Lic. Adolfo López Mateos International Airport | المكسيك                     |        | 4,310       | 14,140      |
| Naval Air Station Fallon                       | الولايات المتحدة            |        | 4,269       | 14,006      |
| مطار ماندالاي الدولي                           | ميانمار                     |        | 4,268       | 14,003      |
| مطار كالغاري الدولي                            | كندا                        |        | 4,267       | 13,999      |
| مطار زاهدان الدولي ‏                            | إيران                       |        | 4,265       | 13,993      |
| مطار راجيف غاندي الدولي                        | الهند                       |        | 4,260       | 13,976      |

### الشحن الجوي
خصص المطار مساحة واسعة لعمليات الشحن الجوي، من بينها مُستودعات تخزين تنتشر على مساحة 3,000,000 قدم مربع (280,000 م2). تُسير شركات الشحن الجوي مثل كارغولوكس رحلات منتظمة من المطار في اتجاه مطارات أُخرى في كُل من أوروبا وآسيا ووجهات أخرى. في عام 2017، مر عبر المطار ما مجموعه 147,000 طن من البضائع.
في 2011، حصل مطار كالغاري الدولي على جائزة الامتياز العالمية للشحن الجوي، والخاصة بالمطارات التي تمُر عبرها حمولة بضائع يتراوح وزنها الإجمالي ما بين 100,000 و199,999 طنًا. فضلا عن هاته الجائزة، جاء المطار في المركز الأول بين للمطارات الكندية في مجال الشحن الجوي، وفي المركز الثاني بين مطارات أمريكا الشمالية في نفس المجال.

### مرافق أخرى
عند افتتاحه سنة 2013، كان برج مراقبة الحركة الجوية الجديد بالمطار أطول بُرج مراقبة مستقل في كندا بطول 91 متر (299 قدم). كما يحتوي هذا البُرج على مساحة أكبر لاستيعاب مزيد من مراقبي الحركة الجوية ويقع بالقرب من وسط المطار، مما يمنح وحدات التحكم رؤية أفضل للمطار، وذلك مقارنة مع بُرج المُراقبة السابق. يضُم المطار المقر الرئيسي لشركة ويستجت والمقر الرئيسي كذلك لفرعها ويستجت إنكور.

## خطوط وشركات الطيران

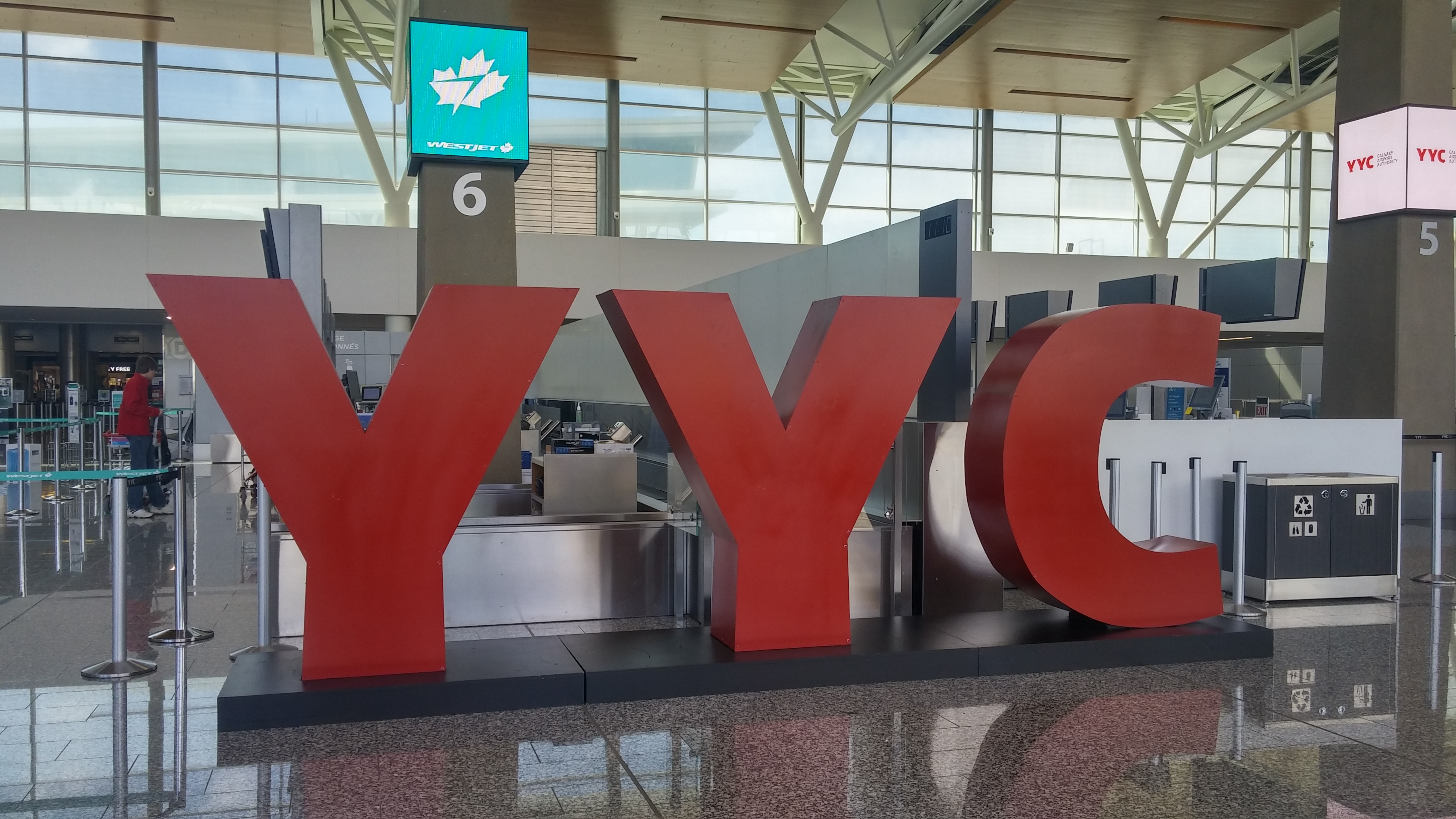
شعار المطار

| شركـات طيـران                   | الوجهات | مراجع  |
| ------------------------------- | --- | ------ |
| طيران كندا                      | كانكون (تُستأنف الرحلات في 19 ديسمبر 2020)، فرانكفورت (تُستأنف الرحلات في 11 يناير 2021)، لندن هيثرو (تُستأنف الرحلات في 11 يناير 2021)، لوس أنجلوس (تُستأنف الرحلات في 11 يناير 2021)، مونتريال ترودو، نيوآرك (تُستأنف الرحلات في 11 يناير 2021)، أوتاوا، تورونتو بيرسون، فانكوفر، وينيبيغ رحلات موسمية: هاليفاكس، كاهولوي (تُستأنف الرحلات في 4 ديسمبر 2020)، فينيكس سكاي هاربر (تُستأنف الرحلات في 3 ديسمبر 2020)، بويرتو فالارتا (تُستأنف الرحلات في 4 ديسمبر 2020)، طوكيو ناريتا (تُستأنف الرحلات في 27 مارس 2021) | [ 81 ] |
| Air Canada Express              | كاستيلغار، إيدمونتون، فورت ماكراي ‏، غروند بريري ‏، هيوستن (تُستأنف الرحلات في 1 ديسمبر 2020)، كاملوبس، كيلونا، نانايمو، بورتلاند (تُستأنف الرحلات في 11 يناير 2021)، ريجينا ‏، سان فرانسيسكو (تُستأنف الرحلات في 11 يناير 2021)، ساسكاتون، تيراس كيتيمات ‏، فيكتوريا، وينيبيغ، يالونايف رحلات موسمية: كوموكس، فينيكس سكاي هاربر | [ 81 ] |
| Air Canada Rouge                | لاس فيغاس (تُستأنف الرحلات في 11 يناير 2021) رحلات موسمية: هاليفاكس | [ 82 ] |
| Air North                       | إيدمونتون، وايت هورس | [ 83 ] |
| خطوط آلاسكا الجوية              | سياتل تاكوما | [ 84 ] |
| إمريكان إيغل                    | شيكاغو أوهير، دالاس فورت ورث رحلات موسمية: فينيكس سكاي هاربر | [ 85 ] |
| الخطوط الجوية البريطانية        | رحلات موسمية: لندن هيثرو | [ 86 ] |
| كوندور للطيران                  | رحلات موسمية: فرانكفورت | [ 87 ] |
| خطوط دلتا الجوية                | منيابولس-سنت بول رحلات موسمية: سولت ليك سيتي | [ 88 ] |
| Delta Connection                | منيابولس-سنت بول، سولت ليك سيتي، سياتل تاكوما | [ 88 ] |
| إديلويس إير                     | رحلات موسمية: زيورخ | [ 89 ] |
| Flair Airlines                  | كيلونا، أوتاوا، تورونتو بيرسون، فانكوفر، وينيبيغ | [ 90 ] |
| خطوط فرونتير الجوية             | دنفر | [ 91 ] |
| الخطوط الجوية الملكية الهولندية | أمستردام | [ 92 ] |
| Northern Air ‏                   | بونيفيل | [ 93 ] |
| الخطوط الجوية المتحدة           | شيكاغو أوهير، دنفر، هيوستن | [ 94 ] |
| United Express                  | شيكاغو أوهير، دنفر، سان فرانسيسكو | [ 94 ] |
| ويست جت إيرلاينز ‏               | أبوتسفورد، أتلانتا (مُعلقة)، كانكون، كوموكس، دنفر (مُعلقة)، إيدمونتون، هاليفاكس، هاميلتون، هيوستن (مُعلقة)، كيلونا، كيتشنر واترلو ‏، لاس فيغاس، لندن غاتويك (مُعلقة)، لندن الدولي، لوس أنجلوس، مازاتلان، مونتريال ترودو، نيويورك جون إف كينيدي (مُعلقة)، أورلاندو، أوتاوا، بالم سبرينغس، فينيكس سكاي هاربر، بويرتو فالارتا، ريجينا ‏، سان دييغو (مُعلقة)، سان خوسيه ديل كابو ‏، ساسكاتون، تورونتو بيرسون، فانكوفر، فيكتوريا، وينيبيغ رحلات موسمية: أوستن (مُعلقة)، بليز سيتي (مُعلقة)، بوسطن (مُعلقة)، دبلن (مُعلقة)، فورت لوديردايل ‏ (مُعلقة)، هونولولو، هواتولكو، إيكستابا زيهواتانيجو ‏ (مُعلقة)، كاهولوي، ليبيريا (مُعلقة)، لوريتو (مُعلقة)، مانزانيلو (مُعلقة)، مونتيغو باي (مُعلقة)، ناشفيل (مُعلقة)، ناساو (مُعلقة)، باريس شارل ديغول (مُعلقة)، فينيكس ميزا ‏ (مُعلقة)، بونتا كانا (مُعلقة)، روما فلوميشينو (تنطلق في 1 مايو 2021)، سان فرانسيسكو (مُعلقة)، سانت جونز (مُعلقة)، فاراديرو (مُعلقة)، وايت هورس (مُعلقة)، ويندسور (مُعلقة) | [ 96 ] |
| WestJet Encore                  | أبوتسفورد، براندون، كوموكس، إيدمونتون، فورت ماكراي ‏، فورت سانت جون ‏، غروند بريري ‏، كاملوبس، كيلونا، نانايمو، بينتيكتون، بورتلاند (مُعلقة)، برينس جورج ‏ (مُعلقة)، ريجينا ‏، ساسكاتون، فيكتوريا، يالونايف | [ 96 ] |
| WestJet Link                    | كرانبروك، داوسون كريك ‏ (مُعلقة)، ليثبريدج، لويد مينستر ‏، ميديسين هات ‏ | [ 96 ] |

## إحصائيات

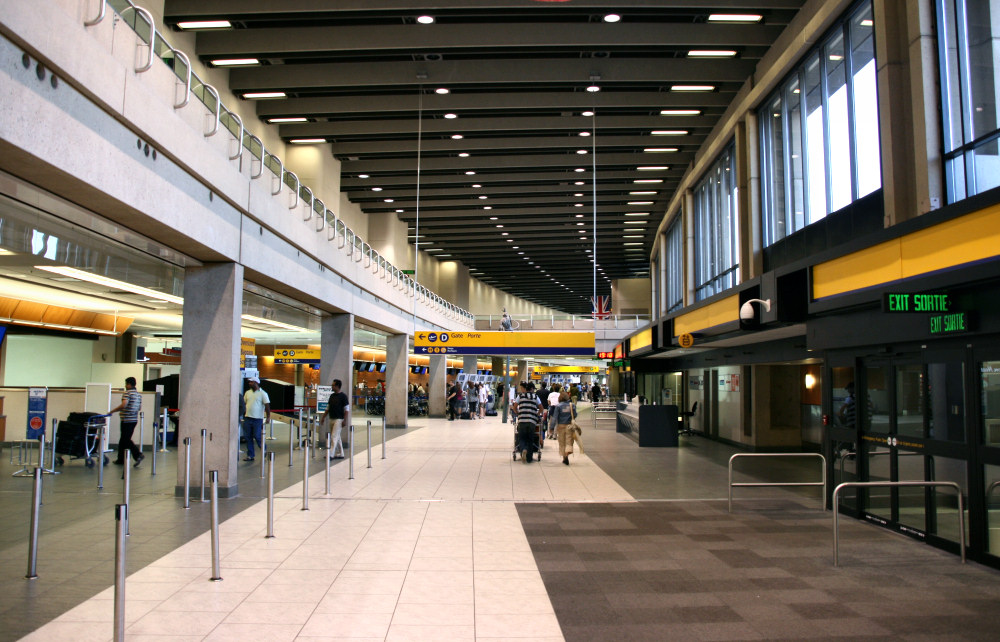
صورة من داخل محطة الرحلات الداخلية في المطار

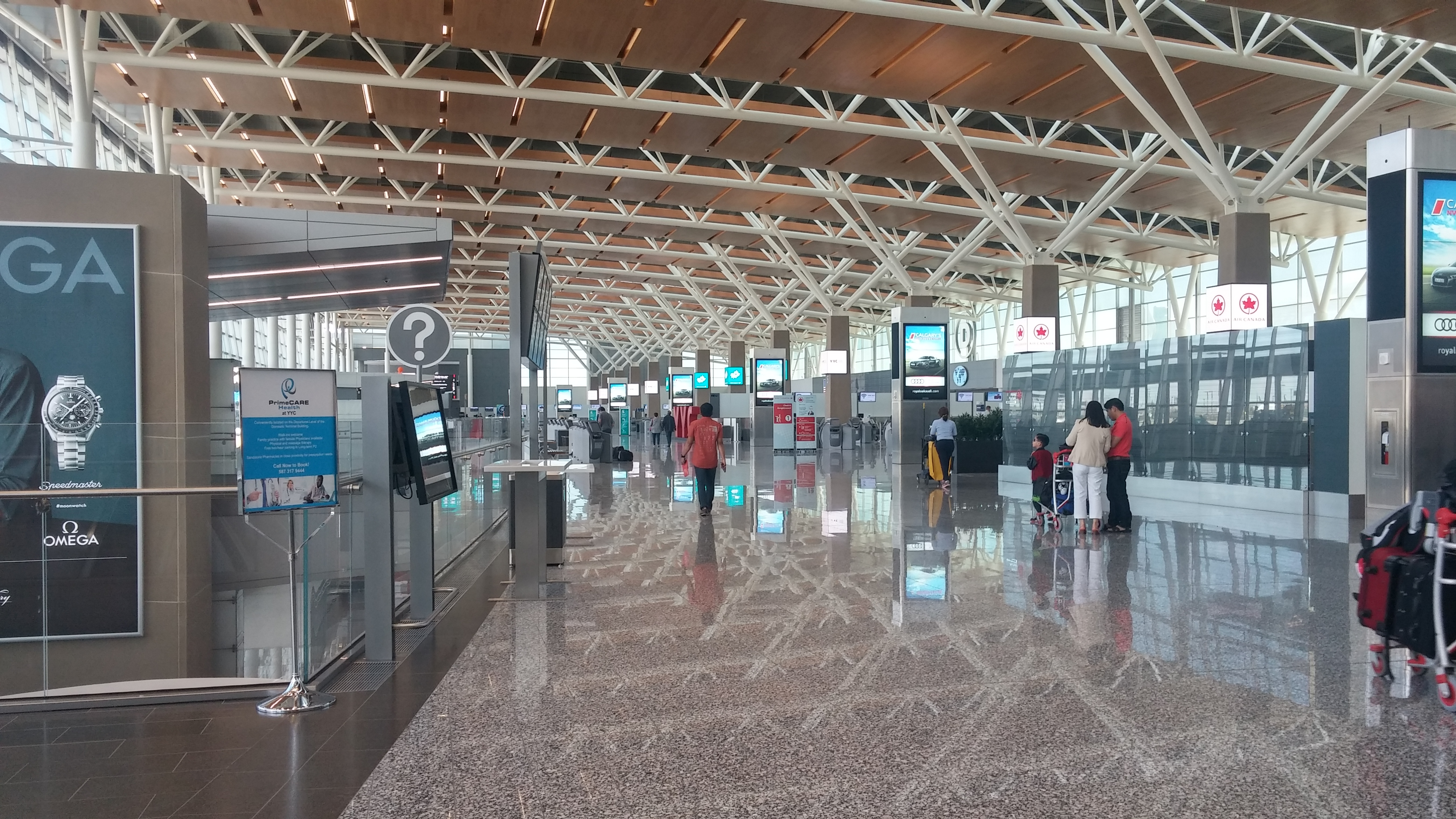
صورة من داخل محطة الرحلات الدولية في المطار

في عام 2019، أتى مطار كالغاري الدولي مرة أخرى في المركز الرابع ضمن قائمة أكثر المطارات ازدحامًا في كندا من حيث عدد المُسافرين، حيث بلغ مجموع المُسافرين الذين مروا عبر المطار حوالي 18 مليون مسافر. يعد عام 2019 عامًا قياسيًا في حجم المُسافرين، حيث تم تجاوُز الرقم القياسي السابق المُسجل في 2018 بنسبة 3.54٪.
من بين إجمالي عدد المُسافرين في سنة 2019، شكّل المُسافرون المُتجهون إلى وجهات محلية نسبة 69.7٪، بينما شكل عدد المُسافرين إلى الولايات المتحدة نسبة 19.6٪، فيما نسبة 10.7٪ المُتبقية كانت نحو وجهات دولية (باستثناء الولايات المتحدة).

### حركة المُسافرين والشجن الجوي
إحصائيات حركة المُسافرين وحجم الشحن الجوي في الفترة من 2010 – 2019 في الجدول التالي:
| السنة | عدد المُسافرين | التغير | الشحن الجوي (طن) | التغير | مُلاحظات               |
| ----- | ------------- | ------ | ---------------- | ------ | --------------------- |
| 2010  | 12,630,695    |        | 120,000          |        | [ 98 ] [ 99 ]         |
| 2011  | 12,770,988    | ▲1.1%  | 116,000          | ▼3.3%  | [ 99 ]                |
| 2012  | 13,641,339    | ▲6.8%  | 119,000          | ▲2.6%  | [ 100 ] [ 101 ]       |
| 2013  | 14,316,074    | ▲4.9%  | 122,000          | ▲2.5%  | [ ا ] [ 100 ] [ 101 ] |
| 2014  | 15,261,108    | ▲6.6%  | 128,710          | ▲5.5%  | [ 100 ] [ 101 ]       |
| 2015  | 15,475,759    | ▲1.4%  | 134,695          | ▲4.6%  | [ ب ] [ 100 ] [ 102 ] |
| 2016  | 15,680,616    | ▲1.3%  | 137,255          | ▲1.7%  | [ 102 ] [ 103 ]       |
| 2017  | 16,275,862    | ▲3.8%  | 147,000          | ▲7.3%  | [ 104 ] [ 105 ]       |
| 2018  | 17,343,402    | ▲6.6%  | 146,000          | ▼0.7%  | [ 106 ]               |
| 2019  | 17,957,780    | ▲3.5%  | 155,820          | ▲6.7%  | [ 106 ]               |

### الرحلات الداخلية
| الترتيب | الوجهات        | الرحلات في الأسبوع |
| ------- | -------------- | ------------------ |
| 1       | فانكوفر        | 220                |
| 2       | إدمونتون       | 175                |
| 3       | تورونتو        | 168                |
| 4       | ساسكاتون       | 91                 |
| 5       | كيلونا         | 90                 |
| 6       | وينيبيغ        | 83                 |
| 7       | ريجينا ‏        | 79                 |
| 8       | فورت ماكماراي ‏ | 67                 |
| 9       | غراند بريري ‏   | 64                 |
| 10      | فيكتوريا       | 62                 |